# 84. вечити дерби у фудбалу
84. вечити дерби у фудбалу је фудбалска утакмица одиграна у Београду 3. маја 1989. године, између Црвене звезде и Партизана. Утакмица се завршила резултатом 3 : 1 (3 : 0) за Црвену звезду.